# Epilabidocera
Epilabidocera är ett släkte av kräftdjur. Epilabidocera ingår i familjen Pontellidae.
Kladogram enligt Catalogue of Life:
| Epilabidocera | \| \| Epilabidocera amphitrites \| \| \| \| \| \| Epilabidocera longipedata \| \| \| \| |
|               | \| \| Epilabidocera amphitrites \| \| \| \| \| \| Epilabidocera longipedata \| \| \| \| |
|               | Anomalocera                                                                             |
|               |                                                                                         |
|               | Calanopia                                                                               |
|               |                                                                                         |
|               | Labidocera                                                                              |
|               |                                                                                         |
|               | Neopontella                                                                             |
|               |                                                                                         |
|               | Pontella                                                                                |
|               |                                                                                         |
|               | Pontellina                                                                              |
|               |                                                                                         |
|               | Pontellopsis                                                                            |
|               |                                                                                         |
|               | Epilabidocera amphitrites                                                               |
|               |                                                                                         |
|               | Epilabidocera longipedata                                                               |
|               |                                                                                         |

|  | Epilabidocera amphitrites |
|  |                           |
|  | Epilabidocera longipedata |
|  |                           |